# Liste de points extrêmes du Canada

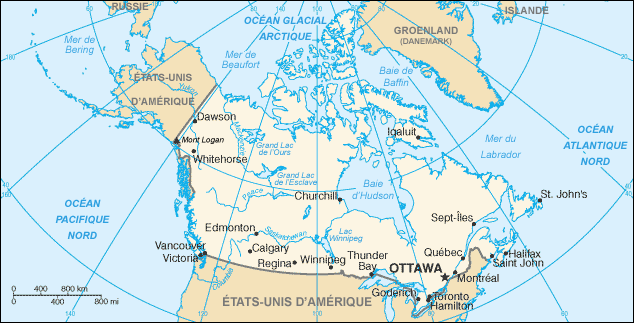
Carte du Canada

Voici une liste de points extrêmes du Canada.

## Latitude et longitude

### Canada continental
- Nord : Promontoire Murchison sur la Péninsule Boothia, Nunavut, Canada (74° 10′ N, 93° 27′ O)
- Sud : Pointe Pelée, Ontario (41° 58′ N, 82° 30′ O)
- Ouest : frontière entre le Yukon et l'Alaska (141° 00' W)
- Est : Cap St Charles, Terre-Neuve-et-Labrador (52° 12′ N, 55° 38′ O)

### Totalité du territoire
- Nord : cap Columbia, île Ellesmere, Nunavut (83° 07′ N, 70° 10′ O)[1]
- Sud : Île Middle, Ontario (41° 41′ N, 82° 40′ O)
- Ouest : frontière entre le Yukon et l'Alaska (141° 00' W)
- Est : cap Spear, île de Terre-Neuve, Terre-Neuve-et-Labrador (47° 31′ N, 52° 37′ O)

## Altitude
- Maximale : mont Logan, Yukon, 5 959 m (60° 34′ 02″ N, 140° 24′ 10″ O
- Minimale : niveau de la mer, 0 m